# Smerinthus geninatus
Smerinthus geninatus är en fjärilsart som beskrevs av Walker 1856. Smerinthus geninatus ingår i släktet Smerinthus och familjen svärmare. Inga underarter finns listade i Catalogue of Life.